# Comunità di comuni di Port-Jérôme
La Comunità di comuni di Port-Jérôme (Communauté de communes de Port-Jérôme in lingua francese) era una struttura intercomunale francese, situata nel dipartimento della Senna Marittima, regione dell'Alta Normandia. Dopo la fusione del 2008 con la Comunità dei comuni di Caudebec-en-Caux-Brotonne e la Comunità dei comuni del Cantone di Bolbec, essa divenne la Comunità dei comuni Caux vallée de Seine.

## Storia
- 25 ottobre 2000 : creazione della Comunità dei Comuni di Port-Jérôme.
- 20 dicembre 2000 : Il distretto Lillebonne-Notre-Dame-de-Gravenchon si trasforma in comunità di comuni.
- 1 gennaio 2001: data d'effetto della creazione della comunità dei comuni di Port-Jérôme.
- 12 aprile 2006: riunione dei sindaci e dei consiglieri municipali in vista del raggruppamento delle comunità dei comuni di Caudebec-en-Caux-Brotonne, di Port-Jérôme e del Cantone di Bolbec in una sola comunità che raggrupperà i 47 comuni.
- marzo 2007: le tre comunità di comuni votano a favore della fusione.
- 18 giugno 2007 : il consiglio municipale di Saint-Wandrille-Rançon si oppone all'adesione del comune alla futura comunità dei comuni Caux-Vallée de Seine.
- 30 luglio 2007: il consiglio municipale di Saint-Wandrille-Rançon emette la sollecitazione all'adesione alla comunità dei comuni del Trait-Yainville.
- 15 ottobre 2007}: data prevista per la firma da parte del prefetto del decreto di creazione della comunità dei comuni Caux-Vallée de Seine.
- 4 dicembre 2007 : date prevista del primo consiglio comunitario.
- 18 dicembre 2007 : data prevista per la firma del budget.
- 1 gennaio 2008 : la Comunità dei Comuni di Port-Jérôme diviene la Comunità dei Comuni Caux-Vallée de Seine, su un territorio esteso a 47 comuni che contano circa 63 500 abitanti.

## Composizione
Essa raggruppava 16 comuni del dipartimento della Senna Marittima:
| Comune                     | Popolazione 1999 | Codice postale | Codice INSEE |
| -------------------------- | ---------------- | -------------- | ------------ |
| Auberville-la-Campagne     | 555              | 76170          | 76031        |
| La Frénaye                 | 1 566            | 76170          | 76281        |
| Grand-Camp                 | 651              | 76170          | 76318        |
| Lillebonne                 | 9 738            | 76170          | 76384        |
| Mélamare                   | 751              | 76170          | 76421        |
| Norville                   | 807              | 76330          | 76471        |
| Notre-Dame-de-Gravenchon   | 8 618            | 76330          | 76476        |
| Petiville                  | 1076             | 76330          | 76499        |
| Saint-Antoine-la-Forêt     | 935              | 76170          | 76556        |
| Saint-Jean-de-Folleville   | 742              | 76170          | 76592        |
| Saint-Maurice-d'Ételan     | 305              | 76330          | 76622        |
| Saint-Nicolas-de-la-Taille | 1 035            | 76170          | 76627        |
| Tancarville                | 1 234            | 76430          | 76684        |
| Touffreville-la-Cable      | 354              | 76170          | 76701        |
| La Trinité-du-Mont         | 629              | 76170          | 76712        |
| Triquerville               | 348              | 76170          | 76713        |

## Cultura
- Conservatorio di Musica e Danza a Rayonnement Départemental (C.R.D.): edificio principale sito a Notre-Dame-de-Gravenchon, numerosi collegamenti sul territorio di Lillebonne e Bolbec.

| Controllo di autorità | VIAF (EN) 159734069 |